# Liturgusa guyanensis
Liturgusa guyanensis es una especie de mantis de la familia Hymenopodidae.

## Distribución geográfica
Se encuentra en Surinam.